# Elasticsearch
Elasticsearch é um software de motor de busca baseado na biblioteca Apache Lucene, providenciando um banco de dados distribuído com índice reverso que permite busca em texto-livre em tempo real. Possuí uma interface web HTTP e armazena os documentos no formato JSON. É desenvolvido em Java, e seu código-fonte é disponível publicamente sob uma licença proprietária. Também é possível interagir com o Elasticsearch através de clientes Java, .NET (C#), PHP, Python, Ruby e outras linguagens.
De acordo com a DB-Engines ranking, Elasticsearch é o motor de busca mais popular da indústria.

## Serviços gerenciados
Desenvolvido em 2015 a partir de uma aquisição, a Elastic Cloud é uma oferta da Elastic de software como serviço de produtos relacionados ao Elasticsearch. No final de 2017, a Elastic em parceria com a Google passou a oferecer o Elastic Cloud na Google Cloud Platform, e a Alibaba passou a oferecer o Elasticsearch e o Kibana na Alibaba Cloud. Já a AWS oferece um serviço gerenciado de Elasticsearch desde 2015.

## ELK
Em paralelo ao Elasticsearch é desenvolvido o motor de coleção de dados e parsing de logs chamado Logstash, além da ferramenta de visualização Kibana, bem como o Beats que é uma coleção de coletores mais leves que o Logstash. Os quatro produtos formam uma solução integrada chamada de "Elastick Stack" ou "Elasticsearch, Logstash, Kibana", normalmente referido como ELK. Enquanto o Elasticsearch provê o motor de busca e o Logstash/Beats a coleta dos dados, o Kibana provê a visualização deles numa ferramenta na qual os usuários podem criar gráficos de barra, linha e dispersão, ou gráficos e mapas de pizza em cima de grandes volumes de dados.